# Mistrzostwa Świata w Kolarstwie Torowym 1959
56. Mistrzostwa Świata w Kolarstwie Torowym 1959 odbyły się w Amsterdamie. Rozegrano sześć konkurencji dla mężczyzn: sprint, wyścig na dochodzenie i wyścig ze startu zatrzymanego zarówno dla zawodowców jak i amatorów oraz dwie konkurencje dla kobiet: sprint i wyścig na dochodzenie.

## Medaliści

### Kobiety
| Konkurencja                        | Złoto              | Srebro              | Brąz            |
| ---------------------------------- | ------------------ | ------------------- | --------------- |
| Sprint indywidualny                | Galina Jermołajewa | Walentina Maksimowa | Jean Dunn       |
| Wyścig indywidualny na dochodzenie | Beryl Burton       | Elsy Jacobs         | Lubow Koczetowa |

### Mężczyźni
| Konkurencja                                   | Złoto                | Srebro            | Brąz           |
| --------------------------------------------- | -------------------- | ----------------- | -------------- |
| Sprint indywidualny amatorów                  | Valentino Gasparella | Sante Gaiardoni   | André Gruchet  |
| Wyścig indywidualny na dochodzenie amatorów   | Rudi Altig           | Mario Vallotto    | Willy Trepp    |
| Wyścig ze startu zatrzymanego amatorów        | Arie van Houwelingen | Bernard Deconinck | Lothar Meister |
| Sprint indywidualny zawodowców                | Antonio Maspes       | Michel Rousseau   | Jan Derksen    |
| Wyścig indywidualny na dochodzenie zawodowców | Roger Rivière        | Albert Bouvet     | Jean Brankart  |
| Wyścig ze startu zatrzymanego zawodowców      | Guillermo Timoner    | Walter Bucher     | Norbert Koch   |

## Klasyfikacja medalowa
| Miejsce | Państwo         |   |   |   | Razem |
| ------- | --------------- | - | - | - | ----- |
| 1.      | Włochy          | 2 | 2 | 0 | 4     |
| 2.      | Francja         | 1 | 3 | 1 | 5     |
| 3.      | ZSRR            | 1 | 1 | 1 | 3     |
| 4.      | Holandia        | 1 | 0 | 2 | 3     |
| 5.      | Wielka Brytania | 1 | 0 | 1 | 2     |
| 6.      | Hiszpania       | 1 | 0 | 0 | 1     |
|         | RFN             | 1 | 0 | 0 | 1     |
| 8.      | Szwajcaria      | 0 | 1 | 1 | 2     |
| 9.      | Luksemburg      | 0 | 1 | 0 | 1     |
| 10.     | Belgia          | 0 | 0 | 1 | 1     |
|         | NRD             | 0 | 0 | 1 | 1     |